# 太寧 (北斉)
太寧（たいねい）は、南北朝時代の北斉において、武成帝の治世に使用された元号。561年11月 - 562年4月。

## 西暦・干支との対照表
| 大寧 | 元年  | 2年   |
| 西暦 | 561年 | 562年 |
| 干支 | 辛巳  | 壬午  |